# São Francisco do Piauí
São Francisco do Piauí là một đô thị thuộc bang Piauí, Brasil. Đô thị này có diện tích 1340,654 km², dân số năm 2007 là 6324 người, mật độ 4,72 người/km².